# KBS 뉴스 9 경남
《KBS 뉴스 9 경남》은 KBS 창원 1TV에서 매주 평일 오후 9시 30분, 주말 오후 9시 10분에 방송 중인 경남 지역 메인 뉴스 프로그램이다.

## 개요
KBS 창원 9시 뉴스로 읽는다.

## 앵커
| 대수 | 진행자    | 진행자 | 진행 기간                           | 비고                          |
| 대수 | 남성      | 여성   | 진행 기간                           | 비고                          |
| ---- | --------- | ------ | ----------------------------------- | ----------------------------- |
| 1대  | 노병무    | 빈칸   | 1990년대 후반 ~ 일자 미상           | [ 1 ]                         |
| 2대  | 빈칸      | 문지숙 | 일자 미상 ~ 2004년 일자 미상        |                               |
| 3대  | 빈칸      | 백승주 | 2004년 ~ 2005년                     |                               |
| 4대  | 빈칸      | 이정민 | 2005년 ~ 2005년 4월 29일            |                               |
| 5대  | 김재홍    | 이정민 | 2005년 5월 2일 ~ 2005년 10월 28일   |                               |
| 6대  | 심인보    | 빈칸   | 2005년 10월 31일 ~ 2010년 12월 31일 |                               |
| 7대  | 심인보    | 이아롬 | 2011년 1월 3일 ~ 2012년 10월 26일   |                               |
| 8대  | 심인보    | 김지원 | 2012년 10월 29일 ~ 2014년 5월 16일  | [ 3 ] [ 4 ]                   |
| 9대  | 심인보    | 신유진 | 2014년 6월 6일 ~ 2017년 3월 17일    | [ 5 ] [ 6 ] [ 7 ] [ 8 ] [ 9 ] |
| 10대 | 故 이성민 | 신유진 | 2017년 3월 20일 ~ 2018년 2월 23일   | [ 10 ]                        |
| 11대 | 빈칸      | 신유진 | 2018년 2월 26일 ~ 2018년 3월 30일   | [ 11 ]                        |
| 12대 | 빈칸      | 이아롬 | 2018년 4월 2일 ~ 2019년 9월 27일    | [ 12 ]                        |
| 13대 | 김진웅    | 송지원 | 2019년 9월 30일 ~ 2020년 1월 31일   |                               |
| 14대 | 빈칸      | 송지원 | 2020년 2월 3일 ~ 2024년 2월 2일     | [ 14 ] [ 15 ] [ 16 ]          |
| 15대 | 빈칸      | 이예원 | 2024년 2월 5일 ~ 2024년 9월 30일    | [ 18 ] [ 19 ]                 |
| 16대 | 윤준건    | 빈칸   | 2024년 10월 1일 ~ 2025년 2월 7일    | [ 20 ] [ 21 ]                 |
| 17대 | 빈칸      | 김민정 | 2025년 2월 10일 ~ 현재              | [ 22 ]                        |

## 경쟁 프로그램
- MBC 뉴스데스크 경남 (MBC 경남 TV)
- KNN 뉴스아이 (KNN TV)